# Izvoarele (Olt)
Izvoarele is een Roemeense gemeente in het district Olt.
Izvoarele telt 3706 inwoners.